# Huberia espiritosantensis
Huberia espiritosantensis é uma espécie de planta do gênero Huberia e da família Melastomataceae.

## Taxonomia
A espécie foi descrita em 1998 por José Fernando A. Baumgratz.

## Forma de vida
É uma espécie terrícola e arbórea.

## Descrição
| Folha                    | Folha                                               |
| ------------------------ | --------------------------------------------------- |
| consistência             | membranácea                                         |
| forma                    | estreito ovada/estreito elíptica                    |
| base                     | aguda/obtusa/arredondada                            |
| ápice                    | agudo/acuminado                                     |
| margem                   | inteira/ondulada                                    |
| domácia                  | ausente                                             |
| nervação                 | basal                                               |
| tricoma                  | furfuráceo glanduloso/viloso glanduloso             |
| Inflorescência           |                                                     |
| densidade                | pauciflora                                          |
| Flor                     |                                                     |
| merisma                  | 4 meria                                             |
| pedicelo                 | cilíndrico/subcilíndrico                            |
| hipanto                  | anguloso                                            |
| sépala                   | alongada/estreitamente triangular/ápice arredondado |
| feixe vascular da sépala | 5/6/7                                               |
| pétala                   | branca                                              |
| estame                   | 2 tamanho                                           |
| teca                     | ondulada                                            |
| apêndice do conectivo    | espiralado ou enrolado                              |
| estigma                  | punctado                                            |
| Fruto                    |                                                     |
| superfície               | estriada/angulosa                                   |

## Conservação
A espécie faz parte da Lista Vermelha das espécies ameaçadas do estado do Espírito Santo, no sudeste do Brasil. A lista foi publicada em 13 de junho de 2005 por intermédio do decreto estadual nº 1.499-R.

## Distribuição
A espécie é encontrada no estado brasileiro de Espírito Santo.
Em termos ecológicos, é encontrada no domínio fitogeográfico de Mata Atlântica, em regiões com vegetação de floresta ombrófila pluvial.